# FinTechRat beim Bundesministerium der Finanzen
Der FinTechRat beim Bundesministerium der Finanzen wurde am 22. März 2017 begründet. Er ist am Hauptsitz des Bundesministeriums der Finanzen, Wilhelmstrasse 97, Berlin angesiedelt.

## Aufgaben
Der FinTechRat berät das Bundesministerium der Finanzen bei den Veränderungen im Bereich der digitalen Finanztechnologien.

## Aktuelle Mitglieder
(Stand Dezember 2021)
| Name                           | Institution                                                       |
| ------------------------------ | ----------------------------------------------------------------- |
| André Bajorat                  | figo GmbH                                                         |
| Chris Bartz                    | Elinvar GmbH                                                      |
| Andreas Bittner                | solarisBank AG                                                    |
| Alexander Boldyreff            | TeamBank AG Nürnberg                                              |
| Marcus Börner                  | OptioPay GmbH                                                     |
| Dr. Carolin Gabor              | FinLeap GmbH                                                      |
| Dr. Tamaz Georgadze            | Raisin GmbH                                                       |
| Dr. Christian Grobe            | Billie GmbH                                                       |
| Prof. Dr. Nikolas Guggenberger | Westfälische Wilhelms-Universität Münster                         |
| Jens Hachmeister               | Deutsche Börse AG                                                 |
| Jens Jennissen                 | Fairr.de GmbH                                                     |
| Christoph Jentzsch             | slock.it GmbH                                                     |
| Arnulf Keese                   | Deutsche Kreditbank AG                                            |
| Karl-Heinz Kern                | DPS Engineering GmbH                                              |
| Christine Kiefer               | RIDE Nominee GmbH / Fintech Ladies                                |
| Andreas Krautscheid            | Bundesverband deutscher Banken e.V.                               |
| Iris Kremers                   | Talanx AG                                                         |
| Dr. Andreas Martin             | Bundesverband der Deutschen Volksbanken und Raiffeisenbanken e.V. |
| Dr. Julie Maupin               | IOTA Foundation Advisory Board                                    |
| Dr. Markus Pertlwieser         |                                                                   |
| Dr. Daniel Pölchau             | Allianz Deutschland AG                                            |
| Dr. Salome Preiswerk           | Whitebox GmbH                                                     |
| Prof. Dr. Philipp Sandner      | Frankfurt School of Finance & Management gGmbH                    |
| Dr. Joachim Schmalzl           | Deutscher Sparkassen- und Giroverband e.V.                        |
| Dr. Marie Louise Seelig        | Acatus GmbH                                                       |
| Dr. Tim Sievers                | Deposit Solutions GmbH                                            |
| Dr. Maximilian Tayenthal       | N26 GmbH                                                          |
| Dr. Stefan Teis                |                                                                   |
| Miriam Wohlfarth               | RatePAY GmbH                                                      |